# Tractat de fronteres marítimes entre Guinea Equatorial i Nigèria
El Tractat de fronteres marítimes entre Guinea Equatorial i Nigèria és un tractat internacional signat en 2000 entre Guinea Equatorial i Nigèria que delimita la frontera marítima entre ambdós estats.
El tractat va ser signat Malabo el 23 de setembre de 2000 peL president de Guinea Equatorial Teodoro Obiang Nguema Mbasogo i el President de Nigèria Olusegun Obasanjo.

## Demarcació
El límit que estableix el text del tractat no demarca tota la frontera entre Guinea Equatorial i Nigèria. Quan es va signar el tractat, el Tribunal Internacional de Justícia (CIJ) era escoltant un cas sobre una disputa marítima entre Camerun i Nigèria; pel fet que el resultat d'aquest cas afectaria els límits marítims al golf de Guinea, es va decidir abandonar la delimitació de la frontera completa fins després del cas de la CIJ hagués conclòs.
La frontera definida en el tractat travessa el Golf de Biafra i separa la part continental de Nigèria de l'illa de Bioko (Guinea Equatorial). El límit es compon de nou segments marítims de línia recta definits per 10 punts individuals de coordenada. En lloc d'adoptar una línia equidistant entre els dos països, el tractat té en compte els interessos econòmics establerts d'ambdós països al golf de Guinea, incloent les explotacions petrolieres recents, instal·lacions de perforació petroliera existents i llicències concedides.
El nom complet del tractat és Tractat entre la República Federal de Nigèria i la República de Guinea Equatorial pel que fa a la seva frontera marítima.